# 琉神マブヤーTHE MOVIE 七つのマブイ
『琉神マブヤー THE MOVIE 七つのマブイ』（りゅうじんマブヤー ザ ムービー ななつのマブイ）は、2011年に公開された日本の特撮映画。

## 概要
2008年より沖縄で放送されているローカルヒーローの特撮テレビドラマシリーズ『琉神マブヤー』のキャラクターとその世界観を映画化した作品。物語は、沖縄・琉球の誇り、文化、自然などを題材に成されている。出演陣は沖縄ゆかりの俳優・タレントで組まれており、主人公の琉神マブヤーを山田親太朗、もうひとりのヒーロー龍神ガナシーをISSAが、宿敵のハブデービルをガレッジセールのゴリなどが出演。監督は佐野智樹。第31回ハワイ国際映画祭（2011年10月）にてワールドプレミア上映された。また、映画公開を記念し『週刊少年チャンピオン』でコミック連載も開始されている。秋田県のローカルヒーローの超神ネイガーも登場する。
キャッチコピーは「沖縄が生んだ<魂>（まぶい）のヒーロー、ついに映画化!!」「ウチナーの平和は、オレたちが守る!!」。

## あらすじ
ヒーローショーの脇役を演じる青年ウルマは、バク転もできない運動オンチ。でも、憧れのヒーローを目指して頑張ってはみるが、意志が弱くて、ショーで仲間の足手まといになる日々だった。そんなある日、ショーの練習中に、派手に投げ飛ばされた弾みから、琉神マブヤーのマブイ（魂）が入ってしまう。琉神マブヤーとは、遠い昔の琉球（沖縄）では、悪の軍団マジムンが良民を苦しめていたが、ある若者にマブイ（魂）が入り込んで琉神マブヤーに変身し、マジムンから沖縄の人々を護る伝説のヒーロー。でも、なぜ今、琉神マブヤーが蘇ったのか？それは、悪の軍団マジムンが沖縄を自らの王国にするために、人知れず永い眠りから覚めたからか？自然を蔑ろにする人間たちから、沖縄を奪い返そうとする。

## 登場人物
- ウルマ / 琉神マブヤー - 山田親太朗

本作品の主人公。ヒーローに憧れて琉球アクションクラブに所属するも、運動オンチで怠け癖があり、脇役ばかり回されている。
興行の本番前に楽屋に立ち寄ったところでオニヒトデービルに投げ飛ばされ、混乱してアイリに叩かれたことで気絶。その際おばぁからうけたマブイグミによって、琉神マブヤーのマブイが込められた。
アマンやクマンに対し優位に戦える力を得たものの、本気を出したハブデービルやマングーチュにはかなわず、元来の臆病な性格も相まって次第に戦意を失っていき、マジムンの本格的な侵攻を目の当たりにして遂に逃げ出してしまった。
しかし追ってきたキジムンに諭され、「男はアレがアレでアレだから好きな子のことを考えろ」というアドバイスでアイリを想い、マブイを燃やし真のヒーローに目覚めた。
必殺技は「スーパーメーゴーサー」
- サイオン / 龍神ガナシー - ISSA

琉球アクションクラブでヒーロー役を演じるエース格。本作品のもう一人の主人公。ウルマに厳しくあたっていたため、アイリと対立することもあった。
興行がマジムンによって邪魔され、自身も一蹴されたために、打ち上げで酒におぼれていた。翌日、近くの砂浜でマジムンたちを見つけ、琉球を守るために戦いを挑んだものの、再び一蹴され、海に投げ落とされた。
あわや溺れ死ぬというところで、龍神ガナシーの呼びかけに応え、龍神ガナシーとなって復活。マブヤーの危機を救った。
マジムンの本格的な侵攻に際しては、逃げ出したウルマの帰還を信じ、一人マジムンとの決戦に臨む。
必殺技は「ドラゴンメーゴーサー」
- アイリ - 福本ジュディ幸子

本作品のヒロイン。琉球アクションクラブに所属する。ウルマの幼馴染。勝気な性格で、幼いころにいじめられていたウルマを何度も救ったことがある。
武道の心得があり、マジムンが本格的な侵攻を始めた際は、その悪行を止めるために生身で戦いを挑み、アマン、クマンを圧倒した。
祖母がユタであり、おばぁに極意を授かったことでマブイグミを習得した。
- キジムナーのキジムン - 長浜之人（キャン×キャン）

ガジュマルの古木に棲むという妖精。伝説では子供の姿をしていると言われているが、どう見てもそう見えないほど老けて見られることに本人も気にしている。キジムンの言うところによると、マジムンは古来より沖縄に現れて人々に害をなし、それに対抗するため神様（キンマムン）に選ばれた者が、琉神マブヤーとして代々戦ってきた。今回マブヤーに選ばれたのがウルマ。キジムンもかつてマブヤーに助けられ、以後600年間キジムンはマブヤーの付き人だったという。ネイガーのことも知っており、誤って戦闘を開始したネイガーとガナシーたちの仲介役も果たす。
- 玉城先生 - 川田広樹（ガレッジセール）

生徒の小学生たちにマブイの意味と大切さを教えた。
- おばぁ - 吉田妙子

本作品では、琉球アクションクラブの主宰者的存在。
- アマン - YASU（バーボンズ）

琉球アクションクラブに所属する細身の団員。戦闘員役。
- クマン - TAKANO（バーボンズ）

琉球アクションクラブに所属する太目の団員。怪人役。
- マングーチュ - 椎名ユリア

テレビシリーズ同様、いたずら好きで突拍子もないところがあるのはおなじみだが、本作品ではハブデービルの部下としてマブヤー、ガナシーそしてネイガーとも戦う。
- ネイガー / アキタ･ケン - 海老名保

秋田からやってきたヒーロー。
到着早々オニヒトデービルと戦闘し圧倒するも、介入してきたマングーチュを前に「女には手を出せない」というポリシーを逆手に取られ、逃げられてしまった。
そんな中でマブイがある場所に集中して向かっている場面を目撃、その場所に残っていたマブヤー、ガナシーを黒幕と勘違いして戦いを仕掛けるも、キジムンの仲介で氷解、二人の訓練を受け持ち、必殺技を編み出すきっかけを作った。
- ジンベエダー(声) - 真栄田賢（スリムクラブ）

沖縄の海に棲み、人間嫌いで争うことも嫌いなので、ほとんど姿を見せないが、ハブデービルに ちんすこうで買収された。本作品の沖縄のマブイ（魂）は、天空に輝く北斗七星であり、それはマブイスターと呼ばれ、七つの星がそれぞれ「勉、健、食、勇、忠、忍、情」を司る。ジンベエダーはマブイを頭上の鮫の口から吸い込む能力があり、例えば「勉」のマブイを吸い込むと、沖縄の人々から勤勉さが失われ怠惰になり、さらにそれぞれのマブイをジンベエダーが吸い込むと人々は抜け殻状態になる。誤って北斗七星以外の物も呼び寄せ、誰もが予想しなかった危機を沖縄に招く。
- ハブデービル - ゴリ（ガレッジセール）

マジムン軍団のボス的存在として、古来からマブヤーと闘い、現代にも復活した。沖縄人（ウチナーンチュ）を嫌い、マジムンの王国を築くことが野望。しかし沖縄（ウチナー）を愛することは誰にも負けないことを自負している。
- オニヒトデービル - 井上孝義

マジムン軍団一の力持ち、海を汚す人間を激しく恨んでいる。
- ハブクラーゲン、ヒメハブデービル

古代にマブヤーと戦ったが、現在では姿を見せなかった。
- キンマムンさま - 仲間由紀恵（友情出演）

古来よりマジムンと戦う者をマブヤーとして選び導いてきた神。時には若い女性の姿と声でウルマを導き、また沖縄に未曾有の危機が迫ったときにはおばぁに憑依して、マブヤーやマジムンたちも島の子供たちとして沖縄の危機に立ち向かうことを告げた。

## スタッフ
- 監督 - 佐野智樹
- 脚本 - 福原充則
- 音楽 - 上地正昭
- 主題歌 - 「琉神マブヤー〜THE MOVIE」（唄・演奏 - ディアマンテス）
- サントラ - テイチクエンタテインメント
- VFX = 大畑智也
- 視覚効果 - 田口清隆
- 撮影 = 倉持武弘
- 照明 - 田中洋一
- 美術 - 佐々木健一
- 録音 - 湯脇房雄
- アクション監督 - 大橋明
- 監督補 - 足立内仁章
- 製作- 「琉神マブヤー THE MOVIE」製作委員会（讀賣テレビ放送、アスミック・エース、南西産業、マブヤー企画、OCC、クロニクル、バップ、テイチク エンタテインメント、札幌テレビ放送、中京テレビ放送、福岡放送、琉球放送、TOKYO MX）
- 企画 - 畠中敏成
- 製作 - 斎藤敦、豊島雅郎、千田浩司、平井文宏、大江敏雄、[[[山本雅弘 (毎日放送)|山本雅弘]]、宮崎哲彰、三沢明彦、八幡均、本間雅之、村上博保
- プロデューサー - 古谷野裕一、藤門浩之、遊佐和彦、山田英久
- 製作担当 - 小橋秀之
- ラインプロデューサー - 黒木敬士
- 制作プロダクション - クロニクル
- 配給 - アスミック・エース

## 関連作品
- テレビドラマ『琉神マブヤー』（2008年））
- テレビドラマ『琉神マブヤー2』（2010年）
- テレビドラマ『琉神マブヤー3』（2011年）
- テレビドラマ『琉神マブヤー外伝 SO!ウチナー』（2009年）
- テレビバラエティ『琉神マブヤーと踊ろう!』（2009年）